# Obrótxnaia
Obrótxnaia (en rus: Оброчная) és un poble de la República de Komi, a Rússia, segons el cens del 2010 tenia 101 habitants.